# BCC Lions
BCC Lions Football Club (Benue Cement Company) este un club de fotbal nigerian din orașul Gboko.

## Istoria clubului
BCC Lions a fost fondat în 1982 și în anii 1990 a fost unul dintre cluburile dominante din fotbalul nigerian. În zilele noastre, BCC Lions joacă în diviziile inferioare nigeriene, după rezultate proaste și unele probleme economice. Nu mai ajung la gloria anilor 1990, dar au totuși un loc în istoria fotbalului nigerian. Jocurile lor de acasă au avut loc pe stadionul J. S. Tarka (15.000 de locuri). După ce au petrecut șase ani în divizia inferioară, și-au pierdut încet baza de fani și sprijinul financiar.
În ciuda unui impuls de 2,5 milioane naira- (unitatea monetară a Nigeriei) din partea guvernatorului statului Benue George Akume în 2002, și încă un milion de la Guilder Brewing, doi ani mai târziu echipa a fost desființată, nici măcar nu s-a prezentat pentru jocul din prima tură FA Cup din 2004 împotriva celor de la Shooting Stars. O încercare de a învia echipa a început în noiembrie 2007. În septembrie 2008, Aliko Dangote, președintele consiliului de administrație al BCC, a anunțat că 110 milioane de naira au fost aprobate pentru ca echipa să participe în sezonul 2008/09, însă au retrogradat după ce au terminat pe locul 13.

## Realizări

### Palmares
| Competiții Naționale | Competiții Continentale                                                                      |
| - Campionatul Nigerian (1) : - Campioni : 1994. - Cupa Nigeriei (4) : - Câștigători : 1989, 1993, 1994, 1997. - Finalistă : 1985. | - Cupa Cupelor CAF : - Câștigători (1) - 1990 - Finalistă (1) : 1991. - Sferturi (1) : 1994. |

### Finale
| 1990 | BCC Lions | 4 - 1 | Club Africain | 1991 | BCC Lions | 4 - 5 | Power Dynamos |

## Legături externe
- GULDER SPLASHES N20.5m ON CLUBS
- The Punch: Benue curtează BCC pentru a reînvia Leii
- BCC Lions pentru a sări înapoi
- Conducerea Benue se mută pentru a revigora BCC Lions[nefuncțională]
- BCC Lions antrenor lamentează (Tribune)